# Келли Квалик
Келли Квалик (1955 — 16 декабря 2009) — один из лидеров сепаратистского движения в Индонезии. Командующий военизированной организации Движение за свободное Папуа.

## Биография
Келли Квалик был известным сепаратист в Западном Папуа и несколько лет находится в розыске по всей территории Индонезии. Индонезийская полиция обвинила Квалика в том, что он несет ответственность за серию инцидентов с применением оружия, а так же в нападениях, направленных против горнодобывающей компании Соединенных Штатов, Freeport-McMoRan, которая управляет крупными медно-золотыми рудниками в провинции Папуа. На допросе 2009 года с полицией Квалик неоднократно отрицал ответственность за нападения.
Имя Квалика привлекло международное внимание, 8 января 1996 года когда он и подчиняющиеся ему индонезийские сепаратисты захватили 26 членов Лоренцской экспедиции 95, которая состояла как из индонезийских, так и из иностранных граждан, что привело к кризису заложников, который длился 5 месяцев, а также гибели двух заложников во операции «Освобождение заложников Mапендума» силами индонезийских военных спецназовцев, Копасса, во главе с командующим Прабово Субианто. Эта череда событий также привела к инциденту с расстрелом в аэропорту Тимики в 1996 году, в результате которого погибло 16 человек.